# Liste des ministres de la Défense
Cette page dresse la liste des ministres de la Défense actuels. Sont répertoriés les 193 États de l’ONU, le Vatican, Taïwan et le Kosovo. Les ministres d’autres entités figurent dans la rubrique entités secondaires.

## États souverains
| Pays                            | Nom                                                                                        | Depuis (le)        |
| ------------------------------- | ------------------------------------------------------------------------------------------ | ------------------ |
| Afghanistan                     | Tariq Shah Bahrami (intérim)                                                               | 24 avril 2017      |
| Afrique du Sud                  | Angie Motshekga                                                                            | 3 juillet 2024     |
| Albanie                         | Niko Peleshi                                                                               | 4 janvier 2021     |
| Algérie                         | Abdelmadjid Tebboune                                                                       | 19 décembre 2019   |
| Allemagne                       | Boris Pistorius                                                                            | 19 janvier 2023    |
| Andorre                         | (poste inexistant)                                                                         | ...                |
| Angola                          | João Manuel Gonçalves Lourenço                                                             | 23 avril 2014      |
| Antigua-et-Barbuda              | ...                                                                                        | ...                |
| Arabie saoudite                 | Khalid bin Salman Al Saud                                                                  | 27 septembre 2022  |
| Argentine                       | Oscar Aguad                                                                                | 17 juillet 2017    |
| Argentine                       | Patricia Bullrich (Sécurité)                                                               | 10 décembre 2015   |
| Arménie                         | Davit Tonoian                                                                              | 11 mai 2018        |
| Australie                       | Linda Reynolds                                                                             | 26 mai 2019        |
| Autriche                        | Klaudia Tanner                                                                             | 7 janvier 2020     |
| Azerbaïdjan                     | Zakir Hassanov                                                                             | 22 octobre 2013    |
| Bahamas                         | Marvin Dames (Sécurité nationale)                                                          | 15 mai 2017        |
| Bahreïn                         | Youssouf al-Djalahma                                                                       | 6 décembre 2014    |
| Bangladesh                      | Cheikh Hasina Wajed                                                                        | 6 janvier 2009     |
| Barbade                         | (poste inexistant)                                                                         | ...                |
| Belgique                        | Ludivine Dedonder                                                                          | 1er octobre 2020   |
| Belize                          | John Saldivar                                                                              | 13 mars 2012       |
| Bénin                           | Fortunet Alain Nouatin (ministre délégué)                                                  | 27 octobre 2017    |
| Bhoutan                         | (poste inexistant)                                                                         | ...                |
| Biélorussie                     | Andreï Ravkov                                                                              | 27 novembre 2014   |
| Birmanie                        | Sein Win                                                                                   | 30 mars 2016       |
| Bolivie                         | Jorge Ledesma                                                                              | 23 janvier 2015    |
| Bosnie-Herzégovine              | Sifet Podžić                                                                               | 23 décembre 2019   |
| Botswana                        | Shaw Kgathi                                                                                | 4 avril 2018       |
| Brésil                          | General de Exército Fernando Azevedo e Silva                                               | 27 février 2018    |
| Brunei                          | Hassanal Bolkiah                                                                           | 21 octobre 1986    |
| Bulgarie                        | Dimitar Stoyanov                                                                           | 2 août 2022        |
| Burkina Faso                    | Kassoum Coulibaly                                                                          | 3 novembre 2022    |
| Burundi                         | Emmanuel Ntahomvukiye                                                                      | 18 mai 2015        |
| Cambodge                        | Tea Banh (en)                                                                              | 15 juillet 2004    |
| Cameroun                        | Joseph Beti Assomo                                                                         | 2 octobre 2015     |
| Canada                          | Anita Anand                                                                                | 26 octobre 2021    |
| Cap-Vert                        | Luís Filipe Tavares                                                                        | 22 avril 2016      |
| Centrafrique                    | Joseph Yakété                                                                              | 11 avril 2016      |
| Chili                           | Baldo Prokurica                                                                            | 18 décembre 2020   |
| Chine                           | Wei Fenghe                                                                                 | 19 mars 2018       |
| Chypre                          | Christoforos Fokaides (el)                                                                 | 7 avril 2014       |
| Colombie                        | Carlos Holmes Trujillo                                                                     | 12 novembre 2019   |
| Comores                         | M’Madi Ali                                                                                 | 30 mai 2011        |
| Congo (Brazzaville)             | Charles Richard Mondjo                                                                     | 25 septembre 2012  |
| Congo (Kinshasa)                | Jean-Pierre Bemba                                                                          | 23 mars 2023       |
| Corée du Nord                   | Pak Yong-sik                                                                               | 2015               |
| Corée du Sud                    | Jeong Kyeong-doo (en)                                                                      | 30 août 2018       |
| Costa Rica                      | (poste inexistant)                                                                         | ...                |
| Côte-d’Ivoire                   | Téné Birahima Ouattara                                                                     | 10 mars 2021       |
| Croatie                         | Ivan Anušić                                                                                | 16 novembre 2023   |
| Cuba                            | Leopoldo Cintra Frías                                                                      | 3 septembre 2011   |
| Danemark                        | Jakob Ellemann-Jensen                                                                      | 15 décembre 2022   |
| Djibouti                        | Ali Hassan Bahdon                                                                          | 12 mai 2016        |
| Dominique                       | Rayburn Blackmoore (Sécurité nationale)                                                    | 13 décembre 2014   |
| Égypte                          | Général Mohamed Zaki                                                                       | 14 juin 2018       |
| Émirats arabes unis             | Mohammed ben Rachid al-Maktoum                                                             | 1971               |
| Équateur                        | Oswaldo Jarrín                                                                             | 27 avril 2018      |
| Érythrée                        | Sebhat Ephrem                                                                              | 1995               |
| Espagne                         | Margarita Robles                                                                           | 7 juin 2018        |
| Estonie                         | Hanno Pevkur                                                                               | 18 juillet 2022    |
| États-Unis                      | Pete Hegseth                                                                               | 25 janvier 2025    |
| Éthiopie                        | Kenea Yadeta                                                                               | 18 août 2020       |
| Fidji                           | Ratu Inoke Kubuabola                                                                       | 9 septembre 2016   |
| Finlande                        | Antti Kaikkonen                                                                            | 10 décembre 2019   |
| France                          | Sébastien Lecornu (armées)                                                                 | 20 mai 2022        |
| Gabon                           | Brigitte Onkanowa                                                                          | 17 janvier 2024    |
| Gambie                          | Abdou Kolley                                                                               | 16 avril 2012      |
| Géorgie                         | Irakli Garibachvili                                                                        | 8 septembre 2019   |
| Ghana                           | Dominic Nitiwul                                                                            | 27 janvier 2017    |
| Grèce                           | Nikólaos Panayotópoulos                                                                    | 9 juillet 2019     |
| Grenade                         | Keith Mitchell (Sécurité nationale)                                                        | 20 février 2013    |
| Guatemala                       | Williams Mansilla                                                                          | 14 août 2015       |
| Guinée                          | Alpha Condé                                                                                | 27 décembre 2010   |
| Guinée                          | Mohamed Diane (ministre d’État auprès du président de la République, chargé de la défense) | 4 janvier 2016     |
| Guinée-Bissau                   | Eduardo Costa Sanhá                                                                        | 2 juin 2016        |
| Guinée-Équatoriale              | Vicente Eya Olomo                                                                          | 23 juin 2016       |
| Guyana                          | Khemraj Ramjattan (Sécurité publique)                                                      | 22 mai 2015        |
| Haïti                           | Hervé Denis                                                                                | 21 mars 2017       |
| Honduras                        | Samuel Reyes                                                                               | 29 janvier 2014    |
| Hongrie                         | Tibor Benkő                                                                                | 18 mai 2018        |
| Îles-Marshall                   | (poste inexistant)                                                                         | ...                |
| Îles-Salomon                    | Commins Mewa (Sécurité nationale)                                                          | 23 septembre 2015  |
| Inde                            | Rajnath Singh                                                                              | 31 mai 2019        |
| Indonésie                       | Prabowo Subianto                                                                           | 23 octobre 2019    |
| Irak                            | Erfan al-Hiyali                                                                            | 30 janvier 2017    |
| Iran                            | Amir Hatami                                                                                | 20 août 2017       |
| Irlande                         | Simon Coveney                                                                              | 27 juin 2020       |
| Islande                         | (poste inexistant)                                                                         | ...                |
| Israël                          | Benny Gantz                                                                                | 16 décembre 2020   |
| Italie                          | Guido Crosetto                                                                             | 22 octobre 2022    |
| Jamaïque                        | Andrew Holness                                                                             | 7 mars 2016        |
| Japon                           | Minoru Kihara                                                                              | 13 septembre 2023  |
| Jordanie                        | Bisher Al-Khasawneh                                                                        | 12 octobre 2020    |
| Kazakhstan                      | Saken Jasouzakov                                                                           | 13 septembre 2016  |
| Kenya                           | Eugene Wamalwa (en)                                                                        | 29 septembre 2021  |
| Kirghizstan                     | Marate Kenjisariev (chef du Comité d’État pour la Défense)                                 | 5 novembre 2015    |
| Kiribati                        | (poste inexistant)                                                                         | ...                |
| Kosovo                          | Haki Demolli (Forces de Sécurité)                                                          | 9 décembre 2014    |
| Koweït                          | Cheikh Mohammed Khaled el-Sabah                                                            | 10 décembre 2016   |
| Laos                            | Chansamone Chanyalath                                                                      | 19 avril 2016      |
| Lesotho                         | Sentje Lebona                                                                              | 23 janvier 2019    |
| Lettonie                        | Andris Sprūds                                                                              | 15 septembre 2023  |
| Liban                           | Michel Menassa                                                                             | 8 février 2025     |
| Liberia                         | Brownie J. Samukai (en)                                                                    | 24 février 2006    |
| Libye                           | Abdoullah al-Thani                                                                         | 5 août 2013        |
| Liechtenstein                   | (poste inexistant)                                                                         | ...                |
| Lituanie                        | Arvydas Anušauskas                                                                         | 11 décembre 2020   |
| Luxembourg                      | Henri Kox (Sécurité intérieure)                                                            | 11 octobre 2019    |
| Macédoine du Nord               | Radmila Šekerinska                                                                         | 1er juin 2017      |
| Madagascar                      | Beni Xavier Rasolofonirina                                                                 | 15 avril 2016      |
| Malaisie                        | Mohamad Sabu                                                                               | 12 mai 2018        |
| Malawi                          | Lazarus Chakwera                                                                           | 28 juin 2020       |
| Maldives                        | Adam Shareef Umar                                                                          | 10 novembre 2015   |
| Mali                            | Sadio Camara                                                                               | 18 août 2020       |
| Malte                           | (poste inexistant)                                                                         | (poste inexistant) |
| Maroc                           | Abdellatif Loudiyi                                                                         | 2 décembre 2010    |
| Maurice                         | Pravind Jugnauth                                                                           | 12 novembre 2019   |
| Mauritanie                      | Diallo Mamadou Bathia                                                                      | 21 août 2014       |
| Mexique                         | Général Luis Cresencio Sandoval                                                            | 1er décembre 2018  |
| États fédérés de Micronésie     | (poste inexistant)                                                                         | (poste inexistant) |
| Moldavie                        | Victor Gaiciuc (en)                                                                        | 9 novembre 2020    |
| Monaco                          | (poste inexistant)                                                                         | (poste inexistant) |
| Mongolie                        | Badmaanyambuu Bat-Erdene                                                                   | 22 juillet 2016    |
| Monténégro                      | Predrag Boskovic                                                                           | 28 novembre 2016   |
| Mozambique                      | Atanásio Salvador Ntumuke                                                                  | 19 janvier 2015    |
| Namibie                         | Penda Ya Nangolo                                                                           | 21 mars 2015       |
| Nauru                           | (poste inexistant)                                                                         | (poste inexistant) |
| Népal                           | ...                                                                                        | 7 juin 2017        |
| Nicaragua                       | Martha Ruiz (en)                                                                           | 4 mars 2013        |
| Niger                           | Issoufou Katambé                                                                           | 20 septembre 2019  |
| Nigeria                         | Mansur Dan-Ali                                                                             | 11 novembre 2015   |
| Norvège                         | Frank Bakke-Jensen                                                                         | 20 octobre 2017    |
| Nouvelle-Zélande                | Mark Mitchell                                                                              | 2 mai 2017         |
| Oman                            | Badr ben Saoud al Boussaïdi (en)                                                           | ...                |
| Ouganda                         | Adolf Mwesige                                                                              | 6 juin 2016        |
| Ouzbékistan                     | Général Qobil Berdiyev (en)                                                                | Septembre 2008     |
| Pakistan                        | Imran Khan                                                                                 | 18 août 2018       |
| Palaos                          | (poste inexistant)                                                                         | (poste inexistant) |
| Panama                          | (poste inexistant)                                                                         | (poste inexistant) |
| Papouasie-Nouvelle-Guinée       | Fabian Pok                                                                                 | 9 août 2012        |
| Papouasie-Nouvelle-Guinée       | Mao Zeming (intérim)                                                                       | 6 février 2017     |
| Paraguay                        | Diógenes Martínez                                                                          | 10 novembre 2015   |
| Pays-Bas                        | Kajsa Ollongren                                                                            | 10 janvier 2022    |
| Pérou                           | José Huerta                                                                                | 2 avril 2018       |
| Philippines                     | Carlito Galvez Jr.                                                                         | 9 janvier 2023     |
| Pologne                         | Mariusz Błaszczak                                                                          | 9 janvier 2018     |
| Portugal                        | Nuno Melo                                                                                  | 2 avril 2024       |
| Qatar                           | Tamim ben Hamad Al Thani                                                                   | 25 juin 2013       |
| Qatar                           | Khaled ben Mohamed al-Attiya (ministre d’État)                                             | 27 janvier 2016    |
| République dominicaine          | Rubén Darío Paulino Sem                                                                    | 16 août 2016       |
| République tchèque              | Jana Černochová                                                                            | 17 décembre 2021   |
| Roumanie                        | Nicolae Ciucă                                                                              | 4 novembre 2019    |
| Royaume-Uni                     | John Healey                                                                                | 5 juillet 2024     |
| Russie                          | Sergueï Choïgou                                                                            | 6 novembre 2012    |
| Rwanda                          | Général Albert Murasira                                                                    | 18 octobre 2018    |
| Saint-Christophe-et-Niévès      | Timothy Harris (Sécurité intérieure)                                                       | 22 février 2015    |
| Sainte-Lucie                    | Hermangild Francis (Sécurité nationale)                                                    | 14 juin 2016       |
| Saint-Marin                     | (poste inexistant)                                                                         | (poste inexistant) |
| Saint-Vincent-et-les-Grenadines | Ralph Gonsalves (Sécurité nationale)                                                       | 12 décembre 2005   |
| Salvador                        | Général José Atilio Benítez (en)                                                           | 22 novembre 2011   |
| Samoa                           | (poste inexistant)                                                                         | (poste inexistant) |
| Sao Tomé-et-Principe            | Óscar Sousa                                                                                | 3 décembre 2018    |
| Sénégal                         | Sidiki Kaba                                                                                | 1er novembre 2020  |
| Serbie                          | Miloš Vučević                                                                              | 26 octobre 2022    |
| Seychelles                      | Wavel Ramkalawan                                                                           | 26 octobre 2020    |
| Sierra Leone                    | Julius Maada Bio                                                                           | 4 avril 2018       |
| Singapour                       | Ng Eng Hen                                                                                 | 21 mai 2011        |
| Slovaquie                       | Jaroslav Naď                                                                               | 21 mars 2020       |
| Slovénie                        | Lilijana Kozlovič                                                                          | 13 mars 2020       |
| Somalie                         | Abdirashid Abdullahi Mohamed                                                               | 29 mars 2017       |
| Soudan                          | Hassan Ali Mohamed                                                                         | 23 mai 2018        |
| Soudan-du-Sud                   | Kuol Manyang                                                                               | 31 juillet 2013    |
| Sri Lanka                       | Ranil Wickremesinghe                                                                       | 15 juillet 2021    |
| Sri Lanka                       | Ruwan Wijewardene (state minister)                                                         | 12 janvier 2015    |
| Suède                           | Peter Hultqvist                                                                            | 3 octobre 2014     |
| Suisse                          | Viola Amherd                                                                               | 1er janvier 2019   |
| Suriname                        | Ronni Benschop                                                                             | 12 août 2015       |
| Swaziland                       | (poste inexistant)                                                                         | (poste inexistant) |
| Syrie                           | Mourhaf Abou Qasra                                                                         | 21 décembre 2024   |
| Tadjikistan                     | Cherali Mirzo                                                                              | 20 novembre 2013   |
| Taïwan                          | Chiu Kuo-cheng                                                                             | 23 février 2021    |
| Tanzanie                        | Hussein Mwinyi                                                                             | 19 janvier 2014    |
| Tchad                           | Bichara Issa Djadallah (ministre délégué)                                                  | 14 août 2016       |
| Thaïlande                       | Prayut Chan-o-cha                                                                          | 10 juillet 2019    |
| Timor-Oriental                  | Cirilo Cristóvão (de) (Défense et Sécurité)                                                | 8 août 2012        |
| Togo                            | (ministère rattaché à la présidence)                                                       | 13 décembre 2007   |
| Tonga                           | Lord Maʻafu                                                                                | 30 décembre 2014   |
| Trinité-et-Tobago               | Edmund Dillon (Sécurité nationale)                                                         | 9 septembre 2015   |
| Tunisie                         | Khaled Sehili                                                                              | 25 août 2024       |
| Turkménistan                    | Yaylim Berdiyev                                                                            | 6 octobre 2015     |
| Turquie                         | Hulusi Akar                                                                                | 9 juillet 2018     |
| Tuvalu                          | (poste inexistant)                                                                         | (poste inexistant) |
| Ukraine                         | Andriï Zagorodniouk                                                                        | 29 août 2019       |
| Uruguay                         | Jorge Menéndez                                                                             | 12 août 2016       |
| Vanuatu                         | (poste inexistant)                                                                         | (poste inexistant) |
| Vatican                         | (poste inexistant)                                                                         | (poste inexistant) |
| Venezuela                       | Vladimir Padrino López                                                                     | 27 octobre 2014    |
| Vietnam                         | Ngo Xuan Lich                                                                              | 9 avril 2016       |
| Yémen                           | Saleh Ali Hassan (vice-ministre de la Défense)                                             | 25 mars 2015       |
| Zambie                          | Davies Chama                                                                               | 15 septembre 2016  |
| Zimbabwe                        | Constantino Chiwenga                                                                       | 29 décembre 2017   |

## Entités secondaires
| Pays                                                        | Nom                                    | Depuis (le)     |
| ----------------------------------------------------------- | -------------------------------------- | --------------- |
| Abkhazie                                                    | Mirabe Kichmaria                       | 10 mai 2007     |
| Kurdistan irakien                                           | Mustafa Sayid Qadir (pechmergas)       | Juin 2014 ?     |
| Ossétie-du-Sud                                              | Valeri Iakhnovets                      | Juillet 2010    |
| Puntland                                                    | Hassan Osman Mahamud Aloore (sécurité) | 28 janvier 2014 |
| Sahara-Occidental (République arabe sahraouie démocratique) | Mohamed Lemine Bouhali                 | 1980/1989       |
| Somaliland                                                  | Ahmed Haji Ali Adam                    | 2010/2013       |
| Tibet                                                       | Ngodup Dongchung                       | 5 octobre 2007  |
| Transnistrie                                                | Alexander Loukianenko                  | 17 janvier 2012 |